# Madagascar 3 : Bons Baisers d'Europe
Pour les articles homonymes, voir Madagascar (homonymie) et Bons baisers de....
Série Madagascar
Madagascar 2
(2008)  Madagascar 4 
(2026)
Pour plus de détails, voir Fiche technique et Distribution.
Madagascar 3 : Bons Baisers d'Europe (Madagascar 3: Europe's Most Wanted) est un film d'animation en images de synthèse américain de Eric Darnell, Tom McGrath et Conrad Vernon, produit par DreamWorks Animation et sorti en 2012.
Il est la suite de Madagascar (2005) et de Madagascar 2 (2008).

## Synopsis
Quatre ans après les événements du film précédent, les manchots et les chimpanzés quittent l'Afrique pour Monte Carlo dans leur super jet Turbo bonobo. Lorsqu'ils ne reviennent pas, Alex, Marty, Melman, Gloria, King Julian, Maurice et Morty décident qu'ils devraient aller les chercher et retourner chez eux au zoo de Central Park à New York. Ils trouvent les manchots et les chimpanzés au casino de Monte Carlo. Le chaos s'ensuit, et les animaux échappent à la capitaine Chantal Shannon DuBois, une officière française impitoyable du contrôle des animaux qui est déterminée à ajouter la tête d'Alex à sa collection de taxidermie.
Lorsque leur avion s'écrase en France, les animaux montent à bord d'un train de cirque au départ. Les animaux de cirque - une otarie nommé Stefano, un jaguar nommé Gia et un tigre de Sibérie nommé Vitaly - se méfient des étrangers sauf Stefano qui est très gentil envers eux, alors Alex ment sur le fait qu'ils sont des animaux de cirque américains. Le cirque se dirige vers une représentation à Rome, suivie d'une représentation à Londres où ils espèrent impressionner un promoteur américain afin d'obtenir leur première tournée américaine. Pour dissiper les soupçons, les manchots achètent le cirque aux maîtres des humains du cirque avec la fortune qu'ils ont acquise à Monte Carlo (et aussi en Afrique). À Rome, Alex tombe amoureux de Gia tandis que King Julian tombe amoureux de l'exécution de l'ours Sonya. DuBois poursuit King Julian et Sonya, mais ne parvient pas à les capturer et est arrêtée.
La représentation au Colisée de Rome est un désastre : les actes des animaux vont mal et ils sont chassés par le public en colère, bien qu'ils s'échappent à peine dans le train. Stefano explique plus tard à Alex que le cirque était autrefois célèbre et que Vitaly était sa star, sautant habilement à travers des cerceaux toujours plus petits. Cependant, une grave brûlure lors de l'une des cascades de Vitaly lui a fait perdre sa passion et tout le cirque en a souffert. Alex convainc les animaux du cirque de mettre en place un nouvel acte passionnant entièrement animal qui restaurera leur ancienne gloire. Marty et Stefano trouvent une nouvelle passion en étant tirés d'un canon, tandis que Melman et Gloria deviennent habiles à danser ensemble sur une corde raide. Gia persuade Alex de lui enseigner "Trapeze Americano" et les deux commencent à tomber amoureux. Pendant ce temps, DuBois s'échappe de prison et reprend sa poursuite avant d'imprimer un document qui montre une photo d'Alex se produisant au zoo de Central Park. Elle retrouve ses hommes de main à l'hôpital et chante Non, je ne regrette rien d’Édith Piaf et  les guérit grâce à son chant. 
À Londres, Vitaly a peur d'échouer à nouveau et envisage d'abandonner le spectacle, mais Alex l'aide à redécouvrir sa passion pour l'exécution de l'impossible. Ayant réussi à le convaincre, et pour lui donner un coup de main supplémentaire, Alex suggère à Vitaly de remplacer l'huile d'olive par un après-shampooing pour se lubrifier, ce qui permet au tigre, lors du spectacle, de sauter à travers le cerceau, d'en ressortir sans aucune brûlure et de rendre à son pelage sa douceur d'origine. Le spectacle est un succès spectaculaire, et le promoteur signe un contrat pour le cirque. DuBois arrive pour capturer Alex, et heureusement, les manchots parviennent à déjouer sa tentative. Cependant, le document imprimé qu'elle transportait révèle qu'Alex, Marty, Melman et Gloria étaient des animaux de zoo depuis le début. Se sentant trahis et trompés, les animaux du cirque éjectent le quatuor.
Après que King Julian et Sonya se soient disputés, les "copains du zoo" et les animaux du cirque se séparent, mais arrivent à Central Park en même temps. En regardant dans leur ancienne maison, les 4 amis réalisent à quel point leurs aventures les ont changés et décident que leur véritable endroit est avec le cirque. Ils sont ensuite pris en embuscade par DuBois, mais avant qu'elle ne puisse décapiter la tête d’Alex, le personnel du zoo arrive et croit à tort qu'elle rend les animaux disparus. King Julian revient au cirque avec les nouvelles et se réconcilie avec Sonya. Kowalski voit la fléchette sur la fesse du lémurien et Gia et Vitaly convainquent les autres qu'ils doivent sauver leurs amis. Les animaux du zoo se réveillent dans leurs anciennes enceintes, maintenant entourées de hautes clôtures. DuBois est honorée par le personnel du zoo, mais elle rejette leur récompense et charge secrètement une fléchette remplie de poison et vise Alex. Ils sont bientôt secourus par les animaux du cirque et, ensemble, ils affrontent DuBois et ses hommes de main mais oublient Stéfano et DuBois, furieuse, tente de le tuer pour se venger. Alex a une idée. Il demande à Marty de lui lancer une ligne, Gia et lui se lancent pour sauver Stéfano, Alex utilise Frankie et Jonsey comme un jetpack du trapèze Américano, jette DuBois dans la cage, Morty lui tire la fléchette de poison et envoie des ballons aux enfants. Lui et ses amis se joignent définitivement au cirque, Alex et King Julian commencent leurs relations amoureuses respectives avec Gia et Sonya. En représailles aux problèmes causés par DuBois, cette dernière ainsi que ses hommes de main ont été ligotés, bâillonnés et enfermés dans des caisses à destination de Madagascar, ce qui rappelle la façon dont les animaux ont été expédiés dans le premier film.

## Fiche technique
- Titre original : Madagascar 3: Europe's Most Wanted
- Titre français et québécois : Madagascar 3 : Bons Baisers d'Europe
- Réalisation : Eric Darnell, Tom McGrath et Conrad Vernon
- Scénario : Noah Baumbach et Eric Darnell
- Décors (supervision) : Carlos Zaragoza
- Animation (supervision) : Mark Donald, Carlos Fernandez Puertolas, David Torres
- Son : Will Files
- Musique : Hans Zimmer
- Production : Mireille Soria et Mark Swift
- Société de production : DreamWorks Animation, DreamWorks SKG, Pacific Data Image
- Société de distribution : Paramount Pictures
- Format : couleur - 35 mm - 1,85:1
- Pays d'origine :  États-Unis
- Langue originale : anglais
- Genre : animation, aventure, comédie
- Durée : 85 minutes
- Dates de sortie :
  - Belgique / France : 6 juin 2012[1]
  - États-Unis : 8 juin 2012[2]
- Classification :
  - France : tous publics[3]

## Distribution

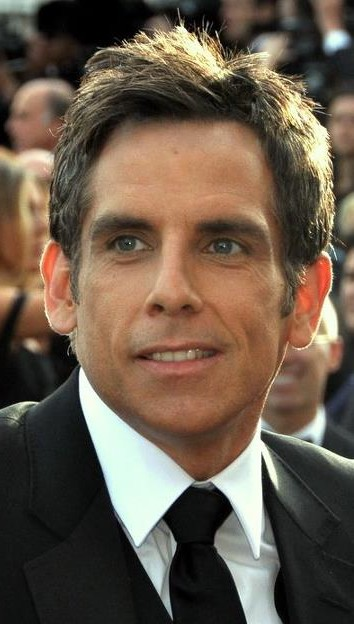
L'acteur Ben Stiller à la première du film au Festival de Cannes 2012.

### Voix originales
- Ben Stiller : Alex, le lion
- Chris Rock : Marty, le zèbre
- David Schwimmer : Melman, la girafe
- Jada Pinkett Smith : Gloria, l'hippopotame
- Sacha Baron Cohen : King Julian XIII, le lémurien Maki Catta
- Cedric the Entertainer : Maurice, le lémurien aye-aye
- Andy Richter : Mort, le lémurien galago
- Tom McGrath : Commandant 'Skipper', le chef des manchots
- Frances McDormand : capitaine Chantal Shannon Dubois
- Jessica Chastain : Gia, la jaguar
- Bryan Cranston : Vitaly, le tigre de Sibérie
- Martin Short : Stefano, l'otarie
- Chris Miller : Kowalski, le manchot intelligent
- John DiMaggio : Rico, la brute des manchots
- Christopher Knights : soldat 'Private', le petit manchot
- Conrad Vernon : Mason, le chimpanzé
- Vinnie Jones : Freddie, le chien
- Steve Jones : Jonesy, le chien
- Nick Fletcher : Frankie, le chien
- Paz Vega : Esmeralda, Esperanza & Ernestina, les chevaux
- Frank Welker : Sonya, l'ours

### Voix françaises
- José Garcia : Alex, le lion
- Anthony Kavanagh : Marty, le zèbre
- Jean-Paul Rouve : Melman, la girafe
- Marina Foïs : Gloria, l'hippopotame
- Michaël Youn : le roi King Julian XIII, le lémurien Maki Catta
- Marc Alfos : Maurice, le lémurien Aye-Aye
- Emmanuel Garijo : Morty, le lémurien Galago
- Xavier Fagnon : Commandant 'Skipper', le chef des manchots
- Marianne James : le capitaine Chantal Shannon Dubois
- Ilaria Latini : Gia, la jaguar
- Miglen Mirtchev : Vitaly, le tigre de Sibérie
- Marc Perez : Stefano, l'otarie
- Gilles Morvan : Kowalski, le manchot intelligent
- Philippe Catoire : Rico, la brute des manchots
- Thierry Wermuth : Soldat 'Private', le petit manchot
- Patrick Floersheim : Mason, le chimpanzé
- Ethel Houbiers : Carmen
- Patrick Poivey : Freddie, le chien
- Jérôme Pauwels : Bobby, le chien
- Michael Aragones : patron du cirque
- David Krüger : le policier italien
- Jerome Wiggins : le maire de New-York
- Valérie Siclay : une jument
- Voix additionnelles : Matthieu Albertini, Emmanuel Lemire, Richard Leroussel, Victor Quilichini, Jean-Luc Atlan, Dorothée de Silguy, Nathalie Kanoui, Mark Lesser, Alexandra Garijo, Maeva Méline, Dominique Lelong, Clara Quilichini, Pénélope Siclay, Gabriella Bonavera, Frantz Confiac, Jean Rieffel, Kyham Djelloul, Ryhane Djelloul, Coralie Thulier, Alban Thuilier, Anne Tilloy, Constantin Pappas

## Box-office
| Pays ou région | Box-office        | Date d'arrêt du box-office | Nombre de semaines |
| -------------- | ----------------- | -------------------------- | ------------------ |
| États-Unis     | 216 391 482 $,    | 18 octobre 2012            | 19                 |
| France         | 3 343 533 entrées | 27 novembre 2012           | 25                 |
| Monde          | 746 921 274 $     | 3 février 2013             | -                  |

## Autour du film
Pendant la course-poursuite à Monaco, la voiture des manchots emprunte le tunnel du Fairmount, célèbre pour sa traversée par les pilotes de Formule 1 lors du grand prix de Monaco.